# Pico Paraná
Le pic Paraná est une montagne brésilienne, situé dans l'État du Paraná il fait partie de la serra do Mar. 